# Renault Type MG
Der Renault Type MG war ein Personenkraftwagenmodell der Zwischenkriegszeit von Renault. Er wurde auch 18 CV bzw. ab 1924 18/22 CV genannt.

## Beschreibung
Die nationale Zulassungsbehörde erteilte am 8. November 1923 seine Zulassung. Vorgänger war der Renault Type JY. Modellpflege im Folgejahr führte zum Type MG 1, der am 20. November 1924 seine Zulassung erhielt. Die Sportausführung war der Renault Type LZ. 1926 endete die Produktion. Nachfolger wurde der Renault Type PI.
Der wassergekühlte Sechszylindermotor mit 85 mm Bohrung und 140 mm Hub hatte 4766 cm³ Hubraum. Die Motorleistung wurde über eine Kardanwelle an die Hinterachse geleitet. 
Der Wendekreis war mit 15 bis 16 Metern angegeben. Das Fahrgestell wog 1600 kg.

### Type MG
Die Höchstgeschwindigkeit war je nach Übersetzung mit 65 km/h bis 82 km/h angegeben.
Bei einem Radstand von wahlweise 356 cm bzw. 375,3 cm und einer Spurweite von 144 cm war das Fahrzeug  469 cm bzw. 488,5 cm lang und 170 cm breit. Zur Wahl standen Tourenwagen und Landaulet. Das Fahrgestell kostete 48.000 Franc.

### Type MG 1
Bei gleichem Radstand wie zuvor waren die Fahrzeuge nun 473,7 cm bzw. 493 cm lang. Überliefert sind Tourenwagen und Limousine. Der Preis für das Fahrgestell betrug im Dezember 1925 je nach Länge entweder 53.900 Franc oder 56.900 Franc.